# Ворхаус, Бернард
Бернард Ворхаус (англ. Bernard Vorhaus; 25 декабря 1904 — 23 ноября 2000) — американский кинорежиссёр, сценарист и продюсер, который значительную часть карьеры работал в Великобритании и других европейских странах.
К числу наиболее известных фильмов Ворхауса относятся «Призрачная камера» (1933), «Последняя поездка» (1936), «Дасти Эрмин» (1936), «Обращение на запад» (1940), «Леди из Луизианы» (1941), «Романы Джимми Валентайна» (1942), «Похороните меня мёртвой» (1947), «Удивительный мистер Икс» (1948) и «Такие молодые, такие плохие» (1950).
В начале 1950-х годов во время антикоммунистической охоты на ведьм имя Ворхауса было включено в голливудский чёрный список, в результате чего он уехал в Великобританию, где работал на протяжении многих лет.

## Ранние годы жизни и начало карьеры в США
Бернард Ворхаус родился 25 декабря 1904 года в Нью-Йорке в процветающей иммигрантской семье. Сын адвоката, Ворхаус ещё до Первой мировой войны увлёкся кино. Маленьким мальчиком он вместе со старшей сестрой Эми, которая сочиняла киносценарии, часто посещал местную киностудию в Форте-Ли, штат Нью-Джерси, и эти визиты «разожгли в нём пламя любви к кино». Там он стал собирать обрезки фильмов, из которых монтировал на игрушечном проекторе фильмы у себя дома.
После окончания Гарвардского университета Ворхаус отказался идти на работу в семейную адвокатскую фирму, и благодаря семейным связям с киномагнатом Гарри Коном получил работу киносценариста на студии Columbia. Его первой работой стал сценарий романтической комедии «Выступая вперёд» (1925), за которым последовало участие в работе над сценарием комедии Арчи Майо «Деньги говорят» (1926) на Metro Goldwyn Meyer.
После этого на студии Fox Ворхаус принял участие в разработке сценария (без указания в титрах) романтической мелодрамы Фрэнка Борзейги «Седьмое небо» (1927) с Джанет Гейнор, которая имела огромный коммерческий успех и завоевала три «Оскара», в том числе, за лучший сценарий (он достался Бенджамину Глейзеру), а также номинацию на «Оскар» как лучший фильм. После этого на студии Fox Ворхаус выступил соавтором сценария мелодрамы «Никакая другая женщина» (1928) с Долорес дель Рио в главной роли. В том же году он спродюсировал и поставил независимую немую короткометражку «Солнечный свет» (1928), которая, по словам Брауна, «исчезла из поля зрения в связи с приходом звукового кино». Разочаровавшись в собственных перспективах работы в США в звуковом кино, Ворхаус уехал делать фильмы в Англию.

## Кинокарьера в Великобритании в 1929—1937 годах
В 1927 году Парламент Великобритании принял Акт о кинематографических фильмах, который установил квоты на прокат зарубежных фильмов, пытаясь таким образом стимулировать национальное кинопроизводство. В результате этого закона, британские кинематографисты, по словам Робинсона, стали массово производить плохо проработанные и дешёвые «квотные короткометражки». Как отмечает историк кино Адам Берштейн, Британия стала производить больше фильмов, однако «значительная часть британской кинопродукции того времени не заслуживала внимания, хотя сама атмосфера способствовала росту талантов как среди тех, кто работает на экране, так и за его пределами».
По словам Бернштейна, Ворхаус оказался в британском кино в правильное время. В 1929 году он приехал в страну в отпуск и остался там на восемь лет. Воспользовавшись новым законом, Ворхаус получил работу продюсера звуковых фильмов на студии British Sound Film. Когда эта компания вскоре обанкротилась, Ворхаус перемонтировал некоторые её эстрадные короткометражки в самостоятельный фильм, сделав себе определённую рекламу в кинематографических кругах. Затем на студии Hell Mark Productions Ворхаус поставил свой первый полнометражный фильм «По тонкому льду» (1933), триллер из жизни общества, который был принят без интереса, и сегодня считается утраченным.
Вскоре на той же студии Вохаус поставил фильм «Деньги за скорость» (1933), на этот раз «проявив более индивидуально выраженный стиль». Действие картины, в которой сыграли такие будущие звёзды, как Джон Лодер и Айда Лупино, строилось вокруг любовного треугольника на автогонках, которые снимались на натуре. Как пишет Родинсон, «обладая способностями в обнаружении талантов, Ворхаус взял для работы на двух своих первых британских фильмах молодого британского редактора хроники Дэвида Лина, который впоследствии станет знаменитым „оскароносным“ режиссёром».
В том же году Ворхаус выпустил ещё две картины, на этот раз — на студии Real Art Productions (Twickenham film studios), где начал сотрудничество с продюсером Джулиусом Хагеном, который производил «квотные фильмы» на малых бюджетах с двухнедельным съёмочным графиком. По словам Робинсона, Хейген обладал редким качеством среди британских магнатов в том, что он любил кино (хотя и был жёсток, как и остальные, в вопросах финансов). «Ворхаус восхищался качеством работы техников Twickenham, которые делали всё возможное для создания лучших фильмов, которые только можно было сделать с учётом обстоятельств».
В 1933 году Ворхаус поставил на студии две картины — детективную комедию «Призрачная камера» (1933) с Лупино и детектив «Преступление на холме» (1933). Его первой работой на студии стала «Призрачная камера» (1933). По словам Брауна, "многое в этой истории было обыденным, хотя и есть определённый забавный риск в отношениях между нерешительным героем Генри Кендалла и энергичной героиней Айды Лупино, которые развиваются в загородном пансионе. Ворхаус отказался от традиционной демонстрации кульминационной сцены в суде, показав её с помощью субъективной движущейся камеры и быстрой нарезки крупных планов, когда судья излагает доказательства убийства. Робинсон назвал картину «лучшей из часовых мелодрам Ворхауса». В фильме «Преступление на холме» (1933) Ворхаус, по словам Брауна, «приправил стандартную историю убийства в загородном доме иронией, живыми образами, а в случае с актрисой Салли Блейн — и намеками на эротику».
В дальнейшем Ворхаус поставил на студии ещё несколько прибыльных, хотя и незапоминающихся фильмов. По словам Бернстейна, «он был известен раскручиванием захватывающих историй буквально из мусора». В частности, к числу таких фильмов относились криминальный триллер «Слепое правосудие» (1934) и музыкальный детектив «Королева ночного клуба» (1934).
Однако, по словам Брауна, не любая работа могла быть спасена руками Ворхауса. Прекрасно работая с пластичными актёрами Вест-Энда, такими как Льюис Кэссон, Джон Миллс и Генри Кендалл, Ворхаус никак не мог справиться с деревянным выражением на лице актёра-певца Джона Гаррика, что не позволяло режиссёру воплотить свои творческие замыслы в их совместных музыкальных картинах — «Сломанная мелодия» (1934) и «Уличная песня» (1935) и. Сюжет фильма «Сломанная мелодия» строился вокруг композитора (его сыграл Гаррик), который после совершения преступления страсти попадает в тюрьму на острове Дьявола, откуда убегает и пишет обо всём с ним случившемся оперу.
Криминальная драма «Десятиминутное алиби» (1935), которая считается утерянной, по мнению Ворхауса, была слишком завязана на театральную пьесу, по которой была поставлена, что лишило режиссёра творческой свободы. Сделанная для британского отделения Fox психологическая драма «Тёмный мир» (1935), по словам Брауна, больше походила на «зловещий триллер о конфликте между двумя братьями». Этот фильм также считается утерянным.
Как пишет Браун, к этому моменту амбиции Хагена выросли. В 1935 году под его руководством студией Twickenham был осуществлён дорогостоящий ремейк фильма Дэвида Гриффита «Сломанные побеги» (1935). Его постановку осуществил Джон Брам, а Ворхаус был техническим руководителем проекта. Следующей режиссёрской работой Ворхауса стал триллер о фальшивомонетчиках «Дасти Эрмин» (1936), также выигравший «от щедрот Хагена. Фильм открывался большим объемом натурных съёмок в Швейцарских Альпах. Ворхаус энергично встряхнул пьесу, добавив эксцентричную роль для новичка Маргарет Резерфорд, и заполнил экран яркими образами всякий раз, когда персонажи вставали на лыжи».
По мнению Брауна, наиболее удачно «материал и метод, стиль и содержание слились воедино» в фильме «Последняя поездка» (1935). Этот фильм двигался быстро, ведь действие происходило в скоростном поезде на пути к своему разрушению из-за машиниста, который из чувства ревности и в ожидании скорой отставки впал в тяжёлое психическое расстройство. Бернстейн отнёс эту картину к «числу наиболее известных у Ворхауса», отметив, что «машинист поезда становится настолько одержим романом своей жены, что безрассудно ведёт состав, игнорируя сигналы и угрожая случайным свидетелям». По мнению Робинсона, этот фильм стал «самой впечатляющей работой» Ворхауса. Речь в картине шла о машинисте поезда, который «в отчаянии после потери работы и ошибочно полагая, что и потери жены — безрассудно ведёт полный экспресс из Лондона в Манчестер с суицидальными намерениями». По мнению критика, фильм является «образцом сочетания драматического построения, саспенса и психологических образов». Как написал Браун, подобно картине «Деньги за скорость», Ворхаус «хотел реальных острых ощущений, а не студийных трюков. Натурная съёмка и быстрый монтаж обеспечили уровень возбуждения, намного превышающий британские стандарты». Хотя основополагающий сюжет довольно банален, Ворхаус заставил зрителя трястись в напряжении. «Обезумевший машинист, двоеженец и его новая подружка, двое убегающих карманников, детектив под прикрытием, отважный кочегар на подножке и очень кстати оказавшийся психиатр — каждого из них Ворхаус штамповал с очеловечивающими их причудами, избегая картонных карикатурных образов». По мнению Брауна, для малобюджетного фильма «Последняя поездка» «производила очень серьёзное впечатление».
Однако в 1936 году у Хагена возникли серьёзные финансовые трудности, в результате которых год спустя он был вынужден продать студию. Свой последний британский фильм, комедию «Хлопковая королева» (1937), Ворхаус сделал для американского продюсера Джо Рока. По словам Робинсона, этот фильм о конфликте двух фермеров и романе их детей, съёмки которого частично проходили в Ланкашире на Севере Англии, «высоко ценится за остроумие, изобретательную операторскую работу и, где это возможно, натурные съёмки вместо ограниченных студийных декораций».

## Продолжение карьеры в США в 1937—1948 годы
В 1937 году Ворхаус, оставшийся без работы и без денег, заключил контракт с голливудской кинокомпанией Republic Pictures, глава которой Герберт Джей Йейтс был впечатлён способностью режиссёра работать в рамках малых бюджетов, на которых специализировалась его студия. Став частью сборочного конвейера Голливуда, Ворхаус стал снимать пёстрые среднебюджетные картины, «комфортабельно устроившись в мире фильмов категории В».
В 1938 году Ворхаус поставил на Republic мелодраму «Король разносчиков газет» (1938) с Лью Эйрсом в главной роли и криминальную мелодраму с Брюсом Кэботом «Парень с Десятой авеню» (1938). Год спустя у Ворхауса вышли три картины — музыкальный боевик «Дорога на Юг» (1938), музыкальная приключенческая мелодрама «Порт рыбака» (1938) и более приличная мелодрама о сельском враче «Знакомьтесь: доктор Кристиан» (1938) с Джином Хершолтом в заглавной роли, которая вышла на студии RKO Pictures.
В 1940 году Ворхаус снял Джона Уэйна в двух фильмах — «Обращение на Запад» (1940), который был гибридом вестерна и современной военной драмы, и в исторической ленте об азартных играх «Леди из Луизианы» (1941). В 1941 году у Ворхауса также вышел фильм «Отважный доктор Кристиан» (1941), детектив «Окружной прокурор в деле Картера» (1941), музыкальная комедия «Ангелы со сломанными крыльями» (1941) и боевик «Ураган Смит» (1941). Год спустя Ворхаус поставил приличную криминальную комедию с Деннисом О’Кифом «Романы Джимми Валентайна» (1942), за которой последовала неплохая музыкальная комедия «Ревю Эскапады на льду» (1943).
В 1943 году во время Второй мировой войны Ворхаус пошёл служить в армию, где его назначили в подразделение ВВС Армии США, готовившее учебные и пропагандистские фильмы для войск. Он поставил несколько фильмов (в одном из которых сыграл Рональд Рейган), закончив службу в звании майора. Как пишет Робинсон, в 1945 году Ворхаус сделал официальный полнометражный документальный фильм «Ялтинская и Потсдамская конференции», который он считал, возможно, самым важным фильмом в своей карьере. Однако фильм был уничтожен по приказу Государственного департамента США, когда отношения Запада с Востоком ухудшились. В 1952 году Ворхаус похоронил свою единственную оставшуюся копию фильма в горах над бульваром Сансет.
В 1946 году на студии Republic Ворхаус поставил романтическую мелодраму «Зимняя сказка» (1946), действие которой разворачивается на горнолыжном курорте, за которой последовал фильм нуар «Похороните меня мёртвой» (1947). Поставленный на студии «бедного ряда» Producers’ Releasing Corporation, фильм рассказывал о молодой богатой наследнице (Джун Локхарт), которая инкогнито приходит на собственные похороны, после чего проводит расследование того, кто пытался её убить и кого убили на самом деле. Под подозрением у неё оказывается муж, с которым она не живёт, её адвокат, её младшая сестра, её романтическая соперница, её парень-боксёр, её дворецкий и экономка. Для каждого из них новость о том, что она жива, становится шоком, и один за другим они излагают свою версию происшедшего. По мнению историка кино Джереми Арнольда, «хотя картина отдалённо напоминает фильм нуар „Лора“, однако по сути это скорее странная жанровая смесь типичного детектива, хоррора и комедии. Кроме того, картина страдает от неровной тональности и ходульной актёрской игры». Фильмом нуар его можно назвать лишь с большой натяжкой. «У него атмосферный нуаровый свет, который ставил сам Джон Олтон, однако ему не хватает ужаса, паранойи и отчаяния, который отличают подлинный нуар. Приём с флэшбеком, который часто подчёркивает фатализм в нуарах, здесь служит лишь для того, чтобы сделать детективную историю более увлекательной».
Как пишет Робинсон, после этой картины Ворхаус и Олтон снова работали вместе над последним и наиболее тепло вспоминаемым фильмом режиссёра, мрачным психологическим триллером «Удивительный мистер Икс» (1948), также известным как «Спиритуалист». Фильм рассказывает о медиуме-мошеннике по имени Алексис (Турхан Бей), который в качестве очередной своей жертвы избирает богатую молодую вдову Кристин Фабер (Линн Бари), обещая ей установить астральную связь с мужем, который погиб в автокатастрофе два года назад. Как Кристин, так и её младшая сестра Джанет (Кэти О’Доннелл) вскоре попадают под чары Алексиса. Однако неожиданно оказывается, что муж Кристин (Дональд Кёртис) жив, и запугав Алексиса, он собирается через него завладеть состоянием сестёр. Фильм получил положительную оценку современных киноведов. В частности, Гленн Эриксон заключил, что этот «атмосферный и умный триллер вполне можно занести в актив наиболее памятных картин скромной студии Eagle-Lion». Как пишет Эриксон, «подаваемый как фильм ужасов, на самом деле этот фильм предлагает романтический взгляд на нелегальный спиритический бизнес, благодаря чему обретает некоторое сходство с фильмом нуар „Аллея кошмаров“ (1947)». Как далее указывает Эриксон, «сценарий не теряет чувства юмора, персонажи привлекательны, и мы переживаем за впечатлительную Джанет и трогательную Кристин, когда в заключительной трети картины в историю входит новая угроза». Деннис Шварц назвал картину «увлекательным триллером», «единственный значительный недостаток которого заключается в том, что доверчивые сёстры настолько глупы, что трудно в это поверить или им симпатизировать. В остальном это хорошо сделанный и сыгранный фильм категории В с тонким переплетением хоррора и нуара». По мнению Майкла Кини, это «хорошо сыгранный актёрами и увлекательный маленький фильм, первые сцены которого по-настоящему пугают и вызывают мурашки».

## Карьера в Европе в 1948—1960 годы
После этой картины Ворхаус уехал в Италию, где был ассистентом режиссёра двух фильмов режиссёра Роберто Бланчи Монтеро — «Я убийца» (1948) и «Морские контрабандисты» (1948). В 1950 году Ворхаус ненадолго вернулся в США, где выступил как автор сценария и режиссёр серьёзной социальной драмы «Такие молодые, такие плохие» (1950), которая рассказывала о малолетних преступницах в исправительной школе, которым пытаются помочь психиатр (Пол Хенрейд) и медсестра. Современный критик Деннис Шварц невысоко оценил картину, написав, что она «сделана неуклюже, полна банальных диалогов и деревянной актёрской игры, что плохо служит делу прогрессивной тюремной реформы».
Голливудская карьера Ворхауса завершилась неожиданно в 1951 году, когда на слушаниях Комитета Конгресса США по расследованию антиамериканской деятельности несколько «дружественных свидетелей» указали на него как на коммуниста. Ввиду того, что он будет вынужден давать показания Комитету на своих коллег, а также фактически потеряет право на работу в Голливуде, Ворхаус предпочёл уехить из страны во Францию.
В 1951 году во Франции он поставил комедию «Простите за мой французский» (1951) с участием Пола Хенрейда и Мерл Оберон, а также Марины Влади в небольшой роли, после чего поставил в Италии свой последний фильм как режиссёр, романтическую комедию «Первосортная девушка» (1952), в которой вновь сыграла Марина Влади. В дальнейшем Ворхаус работал в качестве ассистента режиссёра (под псевдонимом Пьеро Муссетта) на таких престижных американских фильмах, снимавшихся в Европе, как «Римские каникулы» (1953), «Босоногая графиня» (1954), «Александр Великий» (1956) и «Война и мир» (1956), «Тихий американец» (1958) и «История монахини» (1959), окончательно завершив кинокарьеру в 1960 году работой над фильмами «Пять опозоренных женщин» (1960) и «Запах тайны» (1960)

## Оценка творчества
За свою режиссёрскую карьеру, охватившую период с 1932 по 1952 год Ворхаус поставил более 30 фильмов, большинство из них — в Великобритании и в США. Он также выступил сценаристом и продюсером нескольких своих картин 1940-х годов. По словам Робинсона, в 1930—1940-е годы, работая на бедных компаниях, Ворхаус «стремился поднять фильмы категории В на более высокий уровень благодаря художественному подходу, уму и человеческим ценностям».
В период работы в Британии Ворхаус, по словам Брауна, «привнёс в кино этой страны сторонний взгляд, американский темп и чувство кинематографической среды». Работая в качестве режиссёра на «квотной халтуре» в 1930-е годы, он быстро оставил след в британской киноиндустрии. Как и Майкл Пауэлл, ещё один режиссёр «быстреньких фильмов», Ворхаус показал, что «с живым воображением даже самый непокорный сценарий можно превратить в настоящее кино, а не просто в обмен репликами на фоне приколотых иллюстраций».
Как отмечает Бернстейн, Ворхаус привнёс вдохновение и утончённость в молотильную «квотную халтурную» киноиндустрию Англии 1930-х годов и стал наставником кинорежиссёра Дэвида Лина. В британских работах Ворхауса в своих самых первых ролях появились такие актёры, как Мерл Оберон, Джон Миллс и Айда Лупино. Кроме того, Ворхаус в качестве монтажёра своих фильмов выбрал Дэвида Лина, который впоследствии стал британским рыцарем и оскароносным режиссёром. По словам историка кино Кевина Браунлоу, Лин однажды назвал Ворхауса как оказавшего на него «самое большое влияние».
По словам Робинсона, «горстка фильмов, снятых Ворхаусом в Британии в 1930-е годы, спасенная от безвестности более чем полвека спустя, представляет собой необычайно яркое пятно в британском кинематографе того периода». При этом, как отмечает Робинсон, большинство из 16 голливудских фильмов Ворхоса практически забыты, хотя они во многом имели те же качества, что и его британские фильмы.
Бернстейн отмечает, что кинокарьера Ворхоса была практически забыта вплоть до 1985 года, когда Дэвид Лин вернул ему долг в телеинтервью. Проходная ремарка известного режиссёра привела к восстановлению британских фильмов Ворхауса Национальным архивом кино и телевидения, и ретроспективам его британских фильмов на Эдинбургском кинофестивале и в Национальном кинотеатре в 1986 году, а впоследствии — в Музее современного искусства в Нью-Йорке и Американской синематеке в Лос-Анджелесе.

## Общественная деятельность. Жизнь после ухода из кино
С конца 1930-х годов Ворхаус вместе с женой Хетти активно выступал на стороне республиканцев в Гражданской войне в Испании, а также участвовали в таких общественно-политических движениях, как Антифашистская лига и прокоммунистическая Лига американских писателей.
В конце 1940-х годов, в связи с началом Холодной войны таким людям, как Ворхаус, становилось в Голливуде неуютно, а вскоре пришла и Комиссия по расследованию антиамериканской деятельности. В 1951 году на заседании Комиссии режиссёры Эдвард Дмитрик и Фрэнк Таттл указали на Ворхауса как на коммуниста. Ворхаус, который в тот момент работал в Италии, не стал давать показаний Комиссии, решив вместо этого поселиться вместе с Хетти в Англии.
В 1951 году Ворхаус во второй раз приехал жить в Англию, но в отличие от своих коллег, также оказавшихся в ссылке, таких как Джозеф Лоузи и Сай Эндфилд, Ворхаус решил уйти из кино. Он начал новый успешный бизнес по переоборудованию домов и квартир в Лондоне.
Во время Вьетнамской войны Ворхаус получил британское подданство. Он был активным членом Лейбористской партии и увлёкся радикальными идеями своей жены Хетти, которая была корреспондентом во Вьетнаме в самый разгар войны, а также устраивала мероприятия в поддержку Поля Робсона, чилийского коммуниста Пабло Неруды и Джейн Фонды. Хетти входила в руководство Британского комитета мира и боролась за Филипа Эйджи, бывшего офицера ЦРУ, который отрёкся от этой организации. Ворхаус также состоял в Антинацистской лиге, и был яростным антифашистом, он помогал организовать бойкот визита в Голливуд немецкого режиссёра Лени Рифеншталь.
Ворхаус прожил достаточно долго, чтобы дожить до момента, когда его кинокарьера была открыта заново в 1980-е годы, во многом благодаря Дэвиду Лину, назвавшему Ворхауса своим учителем. На момент смерти Ворхаус готовился опубликовать свои мемуары и работал над биографическим документальным фильмом. Его мемуары «Спасён от забвения» (англ. Saved From Oblivion) вышли в свет в декабре 2000 года.

## Личная жизнь
В 1934 году Ворхаус женился на Хетти Дэвис, которая в то время работала на телефонной станции. Как пишет Робинсон, талантливая пианистка, а позднее и портретистка, она была также неутомимым борцом за радикальные и гуманитарные цели, начиная от всеобщей забастовки 1926 года до лагеря женщин-борцов за мир на авиабазе Гринэм Коммон в 1980-е годы. Ворхаус хотел, чтобы «жена разбиралась в кино, чтобы они могли бы вместе разделить эту жизнь», и она быстро стала талантливым киномонтажёром и постановщиком речи на его фильмах и фильмах других режиссёров. У них было двое детей. Хетти умерла в 1997 году, их дочь Гвинет умерла годом ранее. Сын Дэвид стал басистом и новатором в области электронной музыки в составе группы White Noise.

## Смерть
Бернард Ворхаус умер в Лондоне 23 ноября 2000 года в возрасте 95 лет.

## Фильмография
- 1925 — Выступая вперёд / Steppin' Out — сценарист
- 1926 — Деньги говорят / Money Talks — сценарист
- 1927 — Седьмое небо / 7th Heaven — сценарист (в титрах не указан)
- 1928 — Никакой другой женщины / No Other Woman — сценарист
- 1928 — Солнечный свет / Sunlight (короткометражный фильм) — продюсер
- 1930 — Том-путаник / Tom Mixup (короткометражка) — сценарист (в титрах не указан)
- 1930 — Поющий город / Die singende Stadt — линейный продюсер
- 1933 — Преступление на холме / Crime on the Hill — режиссёр, сценарист
- 1933 — Призрачная камера / The Ghost Camera — режиссёр
- 1933 — Деньги за скорость / Money for Speed — режиссёр, сценарист, ассоциированный продюсер
- 1933 — По тонкому льду / On Thin Ice — режиссёр, сценарист, ассоциированный продюсер
- 1934 — Слепое правосудие / Blind Justice — режиссёр
- 1934 — Разрушенная мелодия / The Broken Melody — режиссёр
- 1934 — Королева ночного клуба / The Night Club Queen — режиссёр
- 1935 — Уличная песня / Street Song — режиссёр, сценарист
- 1936 — Последняя поездка / The Last Journey — режиссёр
- 1936 — Дасти Эрмин / Dusty Ermine — режиссёр
- 1937 — Хлопковая королева / Cotton Queen — режиссёр
- 1938 — Король газетных торговцев / King of the Newsboys — режиссёр, ассоциированный продюсер
- 1938 — Парень с Десятой авеню / Tenth Avenue Kid — режиссёр
- 1939 — Рыбацкий причал / Fisherman’s Wharf — режиссёр
- 1939 — Знакомьтесь: доктор Кристиан / Meet Dr. Christian — режиссёр
- 1939 — Дорога на юг / Way Down South — режиссёр
- 1940 — Отважный доктор Кристиан / The Courageous Dr. Christian — режиссёр
- 1940 — Обращение на запад / Three Faces West — режиссёр
- 1941 — Ангелы со сломанными крыльями / Angels with Broken Wings — режиссёр
- 1941 — Леди из Луизианы / Lady from Louisiana — режиссёр, ассоциированный продюсер
- 1941 — Ураган Смит / Hurricane Smith — режиссёр
- 1941 — Окружной прокурор в деле Картера / Mr. District Attorney in the Carter Case — режиссёр
- 1941 — Романы Джимми Валентайна / The Affairs of Jimmy Valentine — режиссёр
- 1942 — Ревю Эскапады на льду / Ice Capades Revue — режиссёр
- 1943 — Распознавание японского истребителя Зеро / Recognition of the Japanese Zero Fighter — режиссёр
- 1944 — Сопротивление вражескому допросу / Resisting Enemy Interrogation — режиссёр
- 1946 — Зимняя сказка / Winter Wonderland — режиссёр
- 1947 — Похорони меня мёртвой / Bury Me Dead — режиссёр
- 1948 — Удивительный мистер Икс / The Amazing Mr. X — режиссёр
- 1948 — Я убийца / Sono io l’assassino — ассистент режиссёра
- 1948 — Морские контрабандисты / I contrabbandieri del mare — ассистент режиссёра
- 1950 — Такие молодые, такие плохие / So Young So Bad — режиссёр, сценарист
- 1950 — Небо красное / Il cielo è rosso — ассистент режиссёра
- 1951 — Простите мой французский / Pardon My French — режиссёр
- 1952 — Первосортная девушка / Fanciulle di lusso — режиссёр
- 1953 — Римские каникулы / Roman Holiday — ассистент режиссёра (в титрах указан как Пьеро Муссетта)
- 1953 — История Вильгельма Телля / The Story of William Tell (короткометражный фильм) — ассистент режиссёра (в титрах указан как Пьеро Муссетта)
- 1954 — Учитель Дон Жуана / Il maestro di Don Giovanni — ассистент режиссёра (в титрах указан как Пьеро Муссетта)
- 1954 — Босоногая графиня / The Barefoot Contessa — ассистент режиссёра (в титрах указан как Пьеро Муссетта)
- 1954 — Анджела / Angela — — ассистент режиссёра (в титрах указан как Пьеро Муссетта)
- 1956 — Александр Великий / Alexander the Great — ассистент режиссёра (в титрах указан как Пьеро Муссетта)
- 1956 — Война и мир / War and Peace — ассистент режиссёра (в титрах указан как Пьеро Муссетта)
- 1956 — Беатриче Ченчи / Beatrice Cenci — ассистент режиссёра (в титрах указан как Пьеро Муссетта)
- 1956—1957 — Капитан Галлант из Иностранного легиона / Captain Gallant of the Foreign Legion (телесериал, 4 эпизода) — ассистент режиссёра (в титрах указан как Пьеро Муссетта)
- 1958 — Тихий американец / The Quiet American — ассистент режиссёра (в титрах указан как Пьеро Муссетта)
- 1959 — История монахини / The Nun’s Story — ассистент режиссёра (в титрах указан как Пьеро Муссетта)
- 1959 — Соломон и царица Савская / Solomon And Sheba — ассистент режиссёра (в титрах указан как Пьеро Муссетта)
- 1960 — Запах тайны / Scent of Mystery — ассистент режиссёра (в титрах указан как Пьеро Муссетта)
- 1960 — Пять опозоренных женщин / 5 Branded Women — ассистент режиссёра (в титрах указан как Пьеро Муссетта)